# Arrondissement di Castelsarrasin
L'arrondissement di Castelsarrasin è una suddivisione amministrativa francese, situata nel dipartimento del Tarn e Garonna e nella regione dell'Occitania.

## Storia
Fu creato nel 1808 sulla base dei preesistenti distretti. Nel 1926 vi fu integrato l'arrondissement soppresso di Moissac.

## Composizione
L'arrondissement di Castelsarrasin raggruppa 103 comuni in 12 cantoni:
- cantone di Auvillar
- cantone di Beaumont-de-Lomagne
- cantone di Bourg-de-Visa
- cantone di Castelsarrasin-1
- cantone di Castelsarrasin-2
- cantone di Lauzerte
- cantone di Lavit
- cantone di Moissac-1
- cantone di Moissac-2
- cantone di Montaigu-de-Quercy
- cantone di Saint-Nicolas-de-la-Grave
- cantone di Valence